# Bělá ve Slezsku

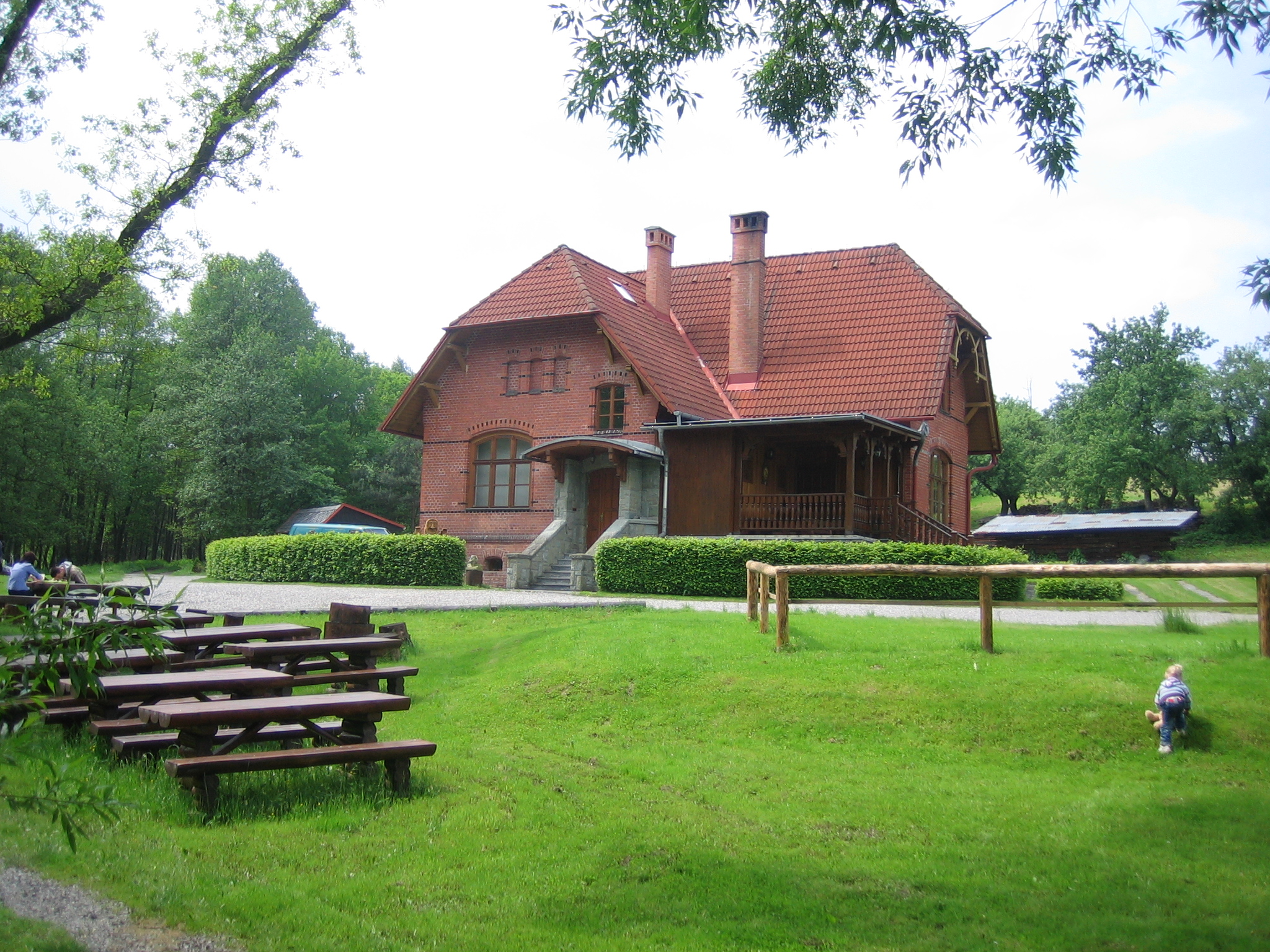
Hegerhaus U Rothschildů

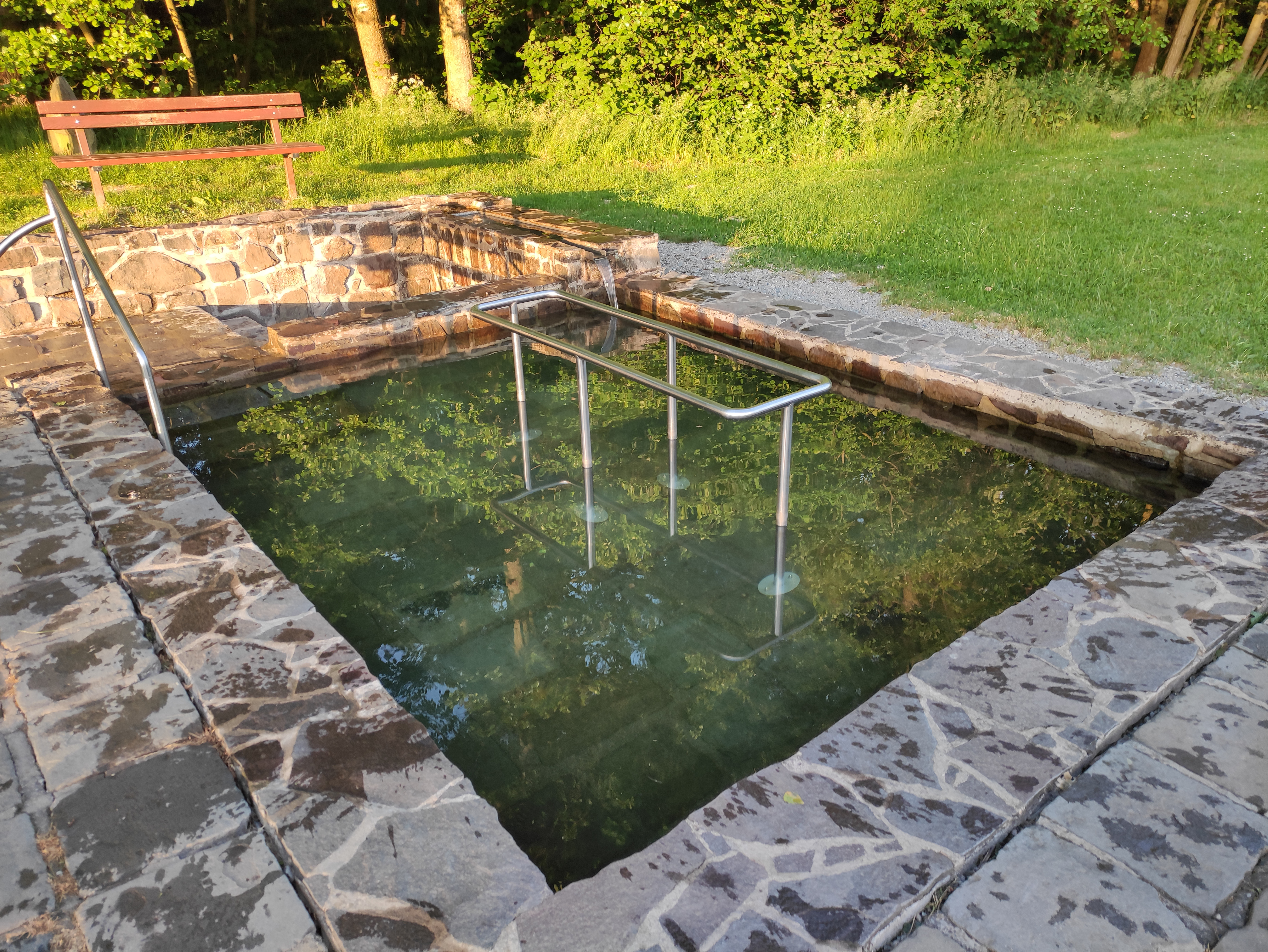
Priessnitzbad

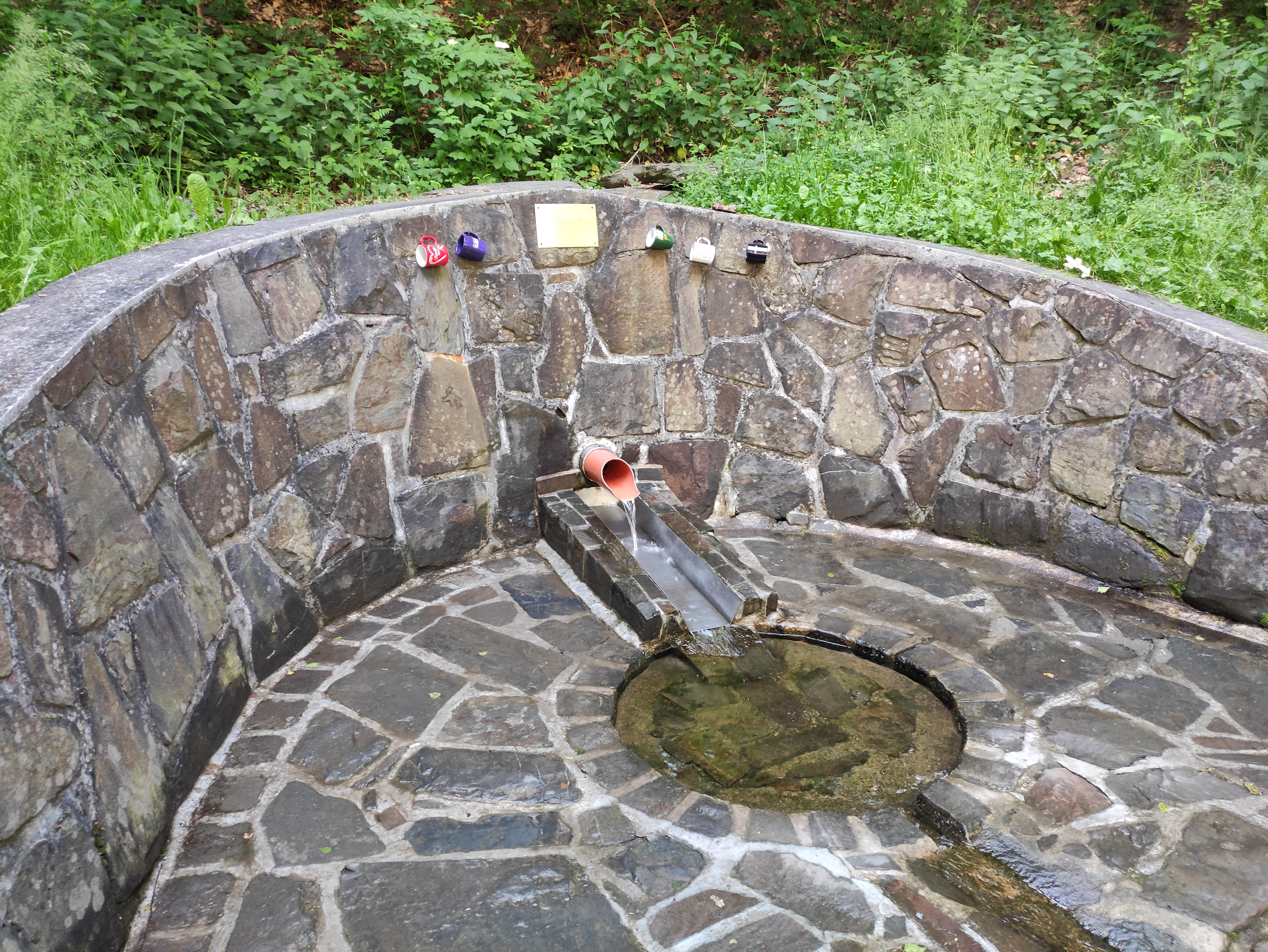
Quelle Židlo

Bělá (deutsch Bielau) ist eine Gemeinde im  Okres Opava in Tschechien. Sie liegt neun Kilometer nordwestlich von Hlučín (Hultschin) nahe der Grenze zu Polen.

## Geographie
Das von ausgedehnten Wäldern umgebene Hufendorf Bělá erstreckt sich in der Hlučínská pahorkatina (Hultschiner Hügelland) im Quellgrund des Baches Píšťský potok. Nördlich des Dorfes verläuft die Staatsstraße II/466 von Rohov (Rohow) nach Owsiszcze (Owschütz). Im Südosten erhebt sich der Na Píšťském (268 m n.m.), südlich der Hranečník (279 m n.m.) und im Nordwesten der Lysý vrch (Ostrahura, 296 m n.m.).
Nachbarorte sind Resta (Hay), Krzanowice (Kranowitz), Borucin (Borutin) und Chabowiec (Chabowetz) im Norden, Bolesław (Boleslau), Hůrky (Neuwoschütz) und Brzeziak (Birkenwald) im Nordosten, Píšť (Sandau) und Pila (Zabrodzi) im Osten, Vřesina (Wreschin) und Závada (Zawada bei Beneschau) im Südosten, Kafárňa (Kaffarna) und Bohuslavice (Buslawitz) im Süden, Borová (Henneberg) im Südwesten, Albertovec (Hilvetihof), Prostřední Dvůr (Mittelhof) und Bažantnice (Fasanerie) im Westen sowie Kobeřice (Köberwitz), Padělky (Neu-Werdenberg) und Chuchelná (Kuchelna) im Nordwesten.

## Geschichte
Archäologische Funde belegen auf dem Gemeindegebiet eine Station altsteinzeitlicher Jäger und Sammler.
Die älteste schriftliche Erwähnung von Belau erfolgte 1349 im Troppauer Stadtbuch, als das zum Herzogtum Troppau gehörige Dorf zur Leistung des Brückenkorns – einer Naturalienabgabe für die Unterhaltung der städtischen Brücken und Wege – verpflichtet wurde. Im 14. und 15. Jahrhundert gehörte das Dorf einem örtlichen Vladikengeschlecht. Bei der Teilung des Herzogtums im Jahre 1377 wurden Jaroslav und Mrákota von Bielau als Besitzer von Bielau genannt. 1413 besaßen Ješek von Bielau und seine Frau Dorota das Dorf und den Hof Bielau. Jan von Bielau überschrieb 1439 die Feste Bielau mit dem Dorf seiner Frau Anička; er kaufte im selben Jahre noch das Dorf Závada hinzu. Bei der Erbteilung zwischen Jans Söhnen Václav und Jan(ek) von Bielau erhielt letzterer 1464 die Feste und das Dorf Bielau, der Anteil des Václav von Bielau umfasste neben dem Dorf Závada mit einem Erlenbusch auch die Teiche Mlýnský und Horný auf der Gemarkung von Bielau. Meister Jan von Bielau war ein Anhänger der Hussiten; er wirkte im böhmischen Staatsdienst zunächst als Schreiber des Fürstentums Ratibor und ab 1441 in gleicher Funktion beim Fürstentum Teschen, 1464 wurde er zum Oberstlandschreiber des Fürstentums Troppau ernannt. Im Jahre 1498 veräußerte Jindřich Bělský von Bielau das Gut und die Feste Bielau an Stibor Doupovec von Stěbořice, der als Kammerherr der ruinierten Burg Jägerndorf fungierte und Zossen zu seinem Sitz machte. 1506 verkaufte Stibor Doupovec das Gut Bielau mit der Feste, dem Dorf und der Mühle an den Landeskämmerer Martin Šip von Branitz. Nachfolgende Besitzer von Bielau waren die Landeskämmerer Jobst von Tamfeld und Ulrich von Tworkau. Ab 1529 gehörte das Gut Bielau den Herren Bludovský von Kornice, danach den Herren Larisch von Načeslavice und den Roseč von Ivaň. 1607 gelangte das Gut Bielau zusammen mit dem Herzogtum Troppau an das Haus Liechtenstein. Zu dieser Zeit setzte auch die Rekatholisierung des Dorfes ein. Im Jahre 1612 erwarb Sigmund Falkenhon von Gloschek (Zikmund Falkenhon z Glošku) das Gut und vereinigte es mit Zauditz. Nachfolgende Grundherren waren bis 1672 die Herren von Brix und Monzel (Brixové z Monslu). Ab 1711 gehörte das Gut Bielau den Freiherren Henn von Henneberg. Im Karolinischen Kataster von 1721 sind für Bielau u. a. eine Mühle, ein Kretscham ein Herrenhof und sechs Teiche (Valový rybník, Vesnický rybník, Křížový rybník, Mlýnský rybník, Tarnovecký rybník und Přackovec) aufgeführt.
Nach dem Ersten Schlesischen Krieg fiel Bielau 1742 wie fast ganz Schlesien an Preußen. 1743 wurde Bielau dem neugebildeten Kreis Leobschütz zugeordnet. Im Jahre 1774 erwarben die Freiherren Henn von Henneberg auch die Herrschaft Benischau und schlugen Bielau diesem zu. Die Feste Bielau verlor damit ihre Bedeutung als Herrensitz und erlosch. Im Zuge der Kreisreform vom 1. Januar 1818 wurde Bielau dem Kreis Ratibor zugewiesen. 1842 erhielt das Dorf eine eigene Schule. Im Jahre 1846 kaufte Salomon Rothschild die Herrschaft Benischau. Die Familie Rothschild ließ 1856 am Rande des Zawadaer Waldes ein Hegerhaus errichten und bei diesem wenig später eine künstliche Forellenzuchtanlage anlegen, die 1896 neugestaltet wurde. 1869 bestand Bielau aus 65 Häusern und hatte 336 Einwohner. Im Jahre 1872 entstand ein neues Schulhaus. Ab Mai 1874 gehörte die Gemeinde zum Amtsbezirk Buslawitz. Im Jahre 1900 hatte Bielau 448 Einwohner, 1910 waren es 406. Die Schule wurde 1909 umgebaut. Aufgrund des Versailler Vertrages von 1919 wurde Bielau am 4. Februar 1920 als Teils des Hultschiner Ländchens der Tschechoslowakei zugeschlagen. Beim Zensus von 1921 lebten in den 70 Häusern der Gemeinde Bělá/Bielau 448 Personen, darunter 433 Tschechen und 8 Deutsche. Die Gemeinde hatte damals eine Fläche von 448 ha; es gab eine Mühle, einen Gutshof, ein Hegerhaus, ein Wirtshaus, einen Schneider und einen Schuster. 1930 lebten in den 80 Häusern von Bělá/Bielau 476 Personen. Die Kirche wurde 1934 geweiht.
Nach dem Münchener Abkommen wurde Bielau am 8. Oktober 1938 zusammen mit dem Hultschiner Ländchen vom Deutschen Reich besetzt. Die Gemeinde gehörte nunmehr zum Landkreis Hultschin, der 1939 dem Landkreis Ratibor in der preußischen Provinz Schlesien eingegliedert wurde. Am 17. Januar 1939 wurde die Gemeinde dem neu eingerichteten Amtsbezirk Kuchelna zugeordnet. Die vorgesehene Änderung des Gemeindenamens in Bielau (Kr. Ratibor) wurde nicht mehr vollzogen. Nach dem Ende des Zweiten Weltkriegs kam Bělá wieder an die Tschechoslowakei zurück. Im Jahre 1950 bestand Bělá aus 97 Häusern und hatte 504 Einwohner. Im Zuge der Gebietsreform von 1960 wurde der Okres Hlučín aufgehoben und die Gemeinde dem Okres Opava zugeordnet. 1970 lebten in den 149 Häusern von Bělá 745 Personen. Am 1. Januar 1976 wurde Bělá nach Chuchelná eingemeindet. Nach der Samtenen Revolution löste sich Bělá am 1. Juli 1990 wieder von Chuchelná los und bildete eine eigene Gemeinde. 1991 lebten in den 173 Häusern der Gemeinde 724 Menschen. Beim Zensus von 2011 hatte Bělá 661 Einwohner und bestand aus 186 Wohnhäusern.

## Gemeindegliederung
Für die Gemeinde Bělá sind keine Ortsteile ausgewiesen. Zu Bělá gehören die Einschichten Bělský Mlýn (Bielauer Mühle) und U Chmelíka, U Bělíků bzw. U Rothschildů. Das Gemeindegebiet bildet den Katastralbezirk Bělá ve Slezsku.

## Sehenswürdigkeiten
- Kirche Johannes des Täufers, der schlichte und schmucklose Bau wurde 1934 errichtet. Zwischen 1996 und 2003 erfolgte ein Umbau und Erweiterung der Kirche, dabei entstanden ein neuer Glockenturm und die Trauerhalle.[6]
- Nischenkapelle der Jungfrau Maria von Lourdes, die kleine Grottenkapelle befindet sich in der Nähe der Kirche
- Gestüt Bělá im ehemaligen Rothschildhof[7]
- Erholungsgebiet mit
  - Priessnitzbad (Priessnitzové koupele ), die aus zwei Kaltwasserbecken für Hände und Füße bestehende und aus der Quelle Židlo gespeiste Anlage wurde 2004 errichtet.[8]
  - Quelle Židlo, dem Wasser der im Wald Pavlačka (Wildschok-Wald) entspringenden und dem Píšťský potok zufließenden Kaltwasserquelle werden nach Berichten des Friedrich Hubaczek aus dem 19. Jahrhundert Heilkräfte für Mensch und Tier nachgesagt.[9] Die eigentliche Quelle befindet sich in den Becken des Priessnitzbades. Unterhalb davon wurde 2004 der Abfluss verrohrt und ein künstlicher Quellaustritt in einer Steinmauer geschaffen. Dabei ist es für Nutzer des Quellwassers nicht ersichtlich, dass in demselben oberhalb andere bereits ihre Hände und Füße baden konnten.
  - Christliches Labyrinth am linken Ufer des Píšťský potok. Das 2008 angelegte planare Labyrinth wurde dem Labyrinth von Chartres aus Klinkern abgebrochener Gebäude des Rothschildhofes nachgestaltet und hat einen kreisförmigen Grundriss von 26 m und eine Weglänge von 576 m.[10]
  - Gesundheitsdiagnostiklehrpfad, er hat eine Länge von 1,3 km und befindet sich in der Nähe der Forellenfarm
  - Forellenzucht am Hegerhaus U Rothschildů, die südöstlich des Dorfes an einem namenlosen Zufluss zum Píšťský potok befindliche Kaskade von kleinen aus Quellwasser gespeisten Becken ist in ihrer jetzigen Form 1896 angelegt worden. Später kam noch das Restaurant mit Außensitzen hinzu.